# Alfareras del Rif

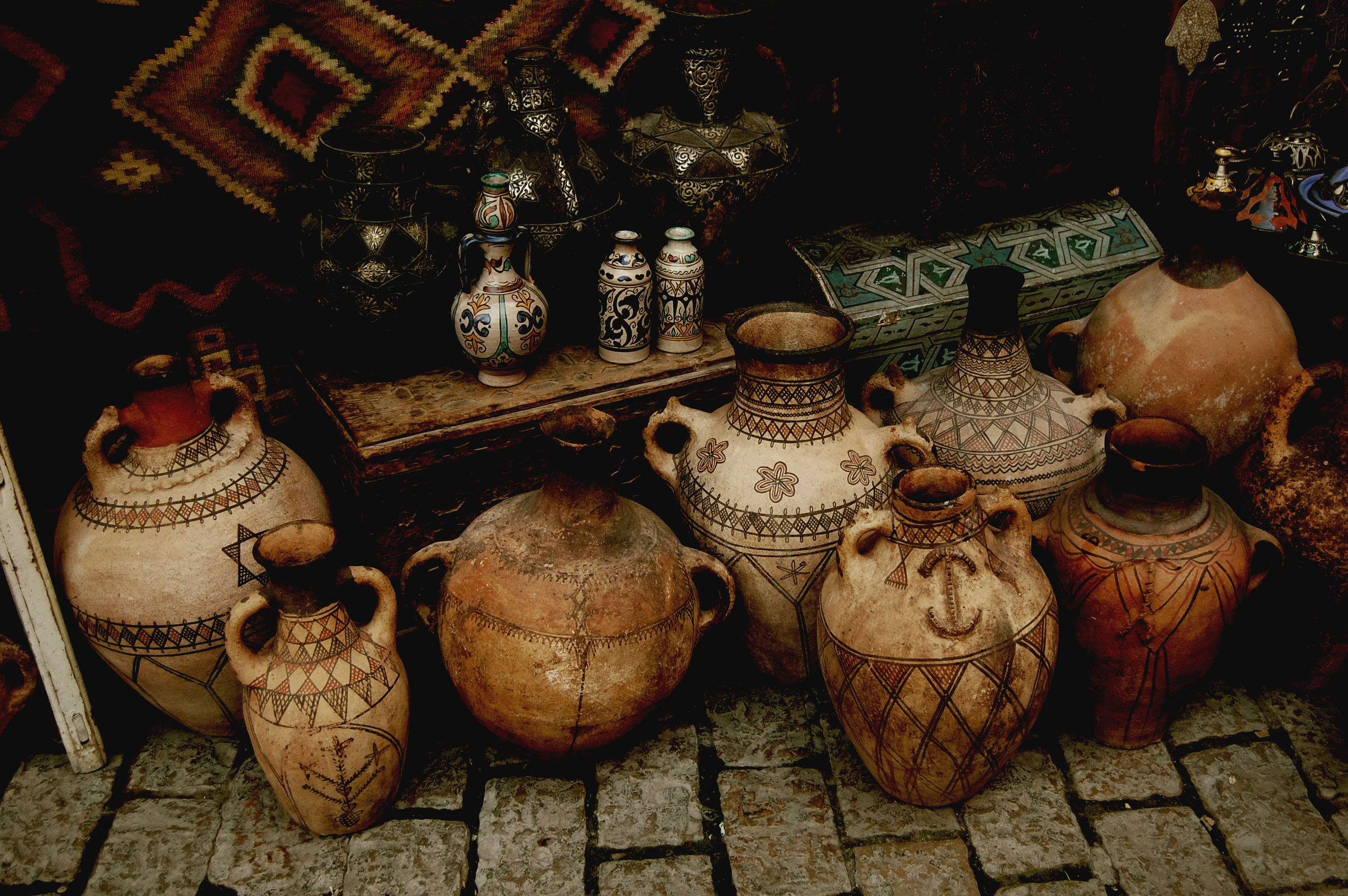
Cerámica bereber en la medina de Fez, Marruecos.

Las alfareras del Rif constituyen uno de los focos supervivientes de la alfarería hecha por mujeres y uno de los más importantes de la cerámica norteafricana. Su actividad ancestral, además del valor utilitario en un ámbito rural primitivo, conserva y comunica las señas de identidad de un grupo étnico concreto: el pueblo bereber.

## Características
- Alfarería sin torno, de fondo plano y modelada a mano.
- Estrictamente femenina, utilitaria y rural.
- Técnicas de cocción rudimentarias (al aire libre).
- Morfología arcaica.
- Decoración monocroma o bicolor.
- Distribución limitada al Rif y el pre-Rif, sin fines comerciales, restringida a los zocos de la tribu.

## Origen histórico
Los especialistas coinciden en que la primitiva alfarería mediterránea con raíces en el Neolítico, (de la que las mujeres rifeñas son uno de sus últimos ejemplos vivos), desapareció casi totalmente en países como Egipto, Grecia, Italia, Francia y la península ibérica ya a partir de finales del siglo XVI.
Se han estudiado las coincidencias temáticas entre la cerámica rifeña y la conservada en los museos, procedente de culturas con 2300 años de antigüedad.
Tradicionalmente en el litoral mediterráneo del Magreb, las vasijas de uso funerario han representado con decoración roja y negra los cuatro elementos de la naturaleza, simbolizándolos con espigas, rombos y triángulos; repitiendo motivos geométricos idénticos a los que aún se usan para decorar determinadas piezas, apareciendo en las mismas zonas de dichas piezas y tras haber sido elaborados con los mismos pigmentos minerales y vegetales.

## Proceso de trabajo

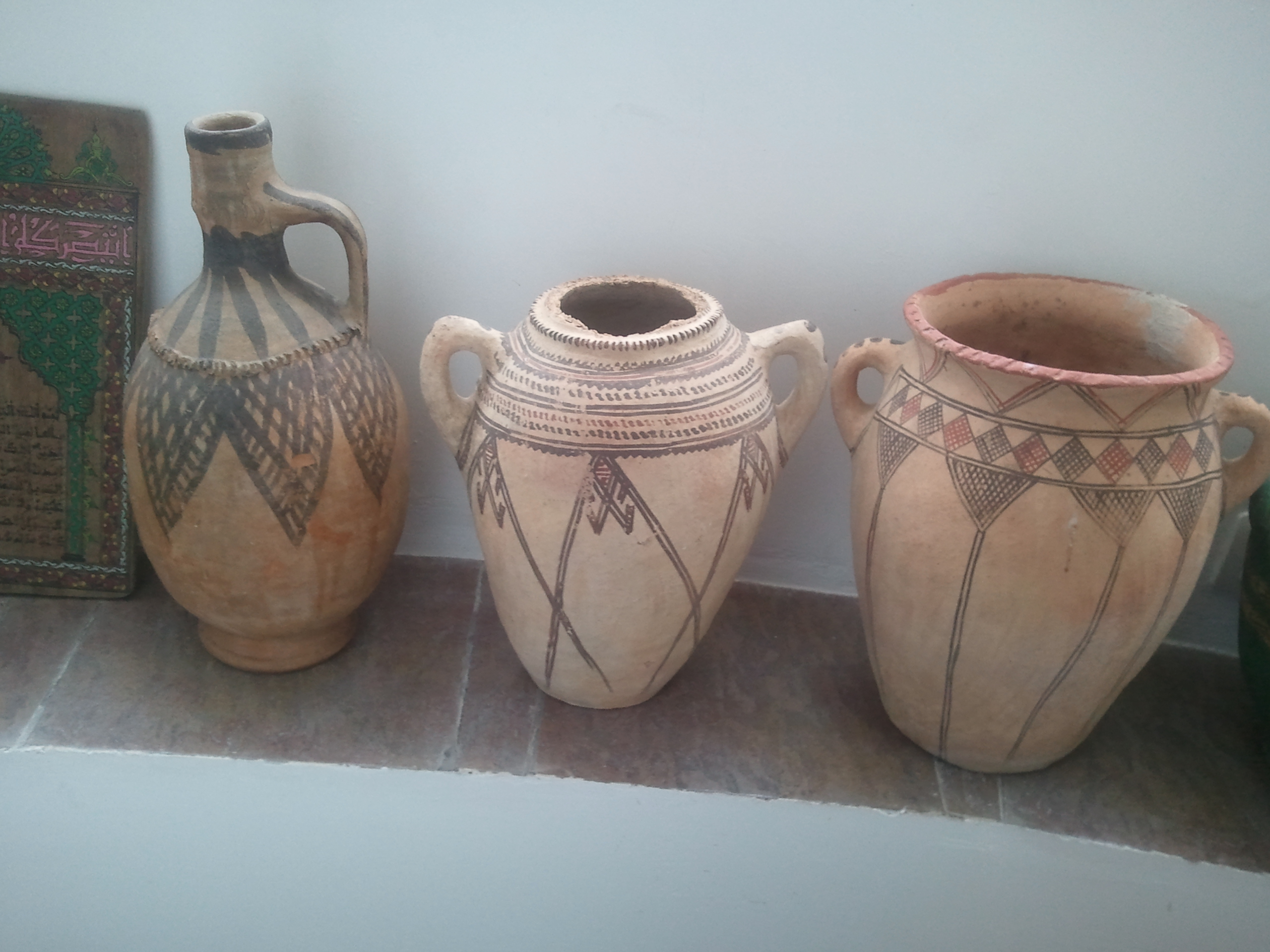
Cerámica rifeña

Los barreros, de los que saca la arcilla para trabajar, suelen estar cerca del poblado. La alfarera, sola o acompañada de su hija aprendiz, extraen el barro, lo transportan, trituran y tamizan, ayudándose de una criba de malla gruesa para eliminar las impurezas, y tras desengrasarlo diluyen en agua la pasta resultante durante varios días, hasta que esté lista para ser moldeada.
Para trabajar la alfarera se coloca a la sombra, delante de su propia casa. Según las zonas, el disco que le sirve de peana, es de arcilla, de corcho, de piedra o un adobe hecho con boñiga, paja y barro. Como escasa herramienta utiliza un rascador, una tablilla de madera, un peine (para unir los rollos o churros de arcilla), y un canto rodado, o bien un trozo de cuero, para alisar y pulir la pieza.
Algunas alfareras aplican a sus piezas engobes (barbotina de arcilla blanca o roja), con un pincel o por remojo, bien cuando están aún húmedas o bien tras sacarlas del horno estando aún calientes. Consiguen así un doble objetivo: impermeabilizar la vasija y obtener efectos decorativos.

### Decoración
Para la decoración, el trabajo que más tiempo requiere, la alfarera se sirve de un rudo pincel de pelo de cabra, su propio dedo o un simple mechón de lana. Trabaja las piezas una a una, con rojo ocre y castaño oscuro. En función del tiempo de cocción, se producirán tonalidades más o menos intensas entre el naranja pálido y el negro intenso. La decoración, en su conjunto, perpetúa los signos tribales heredados.

### Horneado
El horno, en los casos más primitivos, se limita a tres piedras formando un cerco para la fogata o un pequeño hoyo en el suelo que le servirá de brasero. Los más avanzados son hornos levantados similares a los hornos para hacer pan. Por superstición, la cocción de las piezas se hace detrás de la casa o en alguna dependencia abierta pero a salvo de las miradas de los vecinos. Durante el proceso, que dura de dos a cuatro horas, el fuego es constantemente alimentado por la alfarera y las piezas han de estar en todo momento cubiertas con paja.
Las alfareras trabajan preferentemente en primavera, estación que permite un secado regular de las piezas. Considerando que la alfarería es una actividad secundaria, es raro que trabaje en invierno y en época de cultivo.

## Simbolismo tribal en la decoración

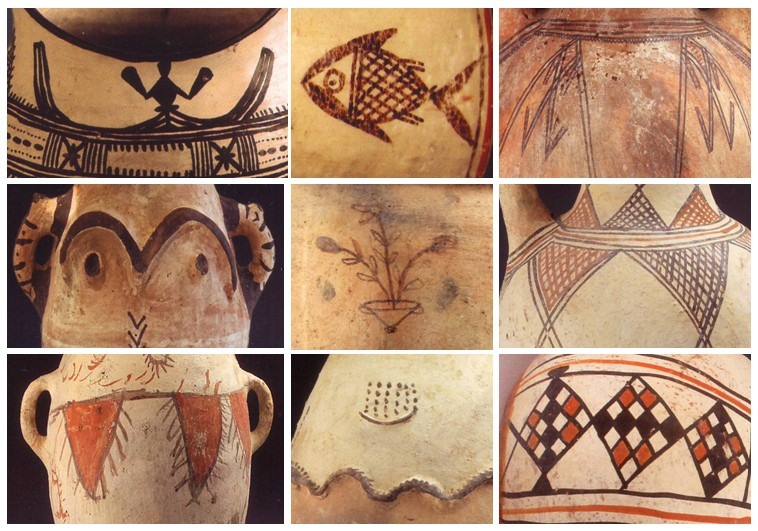
"Cerámica Rifeña Barro Femenino". Galería de signos. Arriba: dibujos antropomorfos y zoomorfos (pez y ranas). Centro: dibujos oculados, vegetales y triángulos reticulados. Abajo: triángulos femeninos, signos de agua y rombos ajedrezados.

El conjunto de signos y dibujos transmitidos de madres a hijas entre las alfareras rifeñas desde tiempo inmemorial, no tiene, en opinión de algunos especialistas, un exclusivo fin decorativo (de distinción étnica o tecnología textil), sino que esencialmente comunica una atávica simbología mágico-religiosa, fruto de una concepción cosmogónica campesina con raíces en la filosofía popular que venera tanto al Universo como a la Tierra-Madre-Creadora y a todos los seres vivos que participan de su divinidad".
Los investigadores María José Matos y Jorge Wagner distinguen varios grupos simbólicos en el conjunto decorativo de la cerámica del Rif: 
- Símbolos antropomorfos (muy esquemáticos, relacionables con divinidades femeninas como el bronce Carriazo de Tartessos).
- Símbolos zoomorfos. Principalmente "ranas" y "serpientes".
- Símbolos oculados, herederos del ojo de Ra y en el Magreb símbolos protectores, muchas veces asociados a la «khamsah» (jamsa) o ‘mano de Fátima’.[6]
- Símbolos vegetales (relacionados con la fertilidad y más frecuentes en el Pre-Rif, más agrícola y cerealista).
- Símbolos acuáticos (más frecuentes en vasijas del grupo de la alfarería de agua).
- Triángulos (con el vértice hacia arriba, símbolos masculinos, y hacia abajo femeninos).
- Símbolos cruciformes: cruz griega, cruz de San Andrés, cruz potenzada y cruz de Malta.
- Reticulados y ajedrezados (los primeros, similares a grabados rupestres del anti Atlas y el Presahara marroquí).[2]
- Símbolos del Árbol de la vida (más frecuentes en vasijas del grupo de la alfarería de agua).[7]

Parece evidente que el simbolismo cosmogónico expresado y conservado por las alfareras del Rif en su repertorio decorativo es un capítulo más de la ancestral "necesidad de canalizar y exteriorizar los miedos, los deseos y los sueños colectivos".

## Otros focos en el Norte de África
En Argelia, la alfarería femenina producida antaño en Cabilia, ya solo se halla en los museos. En la región de Senejane (Túnez), la pureza cultural tradicional ha sucumbido a la infección turística. Paralelamente, en casi todas las tribus, el progreso en todos sus aspectos, incluidos los positivos, como la escolarización de las jóvenes, ciertos avences industriales que hacen la vida hogareña menos esclava, y una cierta apertura en la mentalidad, han puesto en peligro este coto femenino del patrimonio de los pueblos de montaña norteafricanos.

## Alfareras del Rif y loceras de Canarias
Del mismo modo que no existen paralelismos entre los barros femeninos del Rif y la producción alfarera hecha por mujeres en la península ibérica (pequeños focos en España y Portugal), sí se han estudiado y señalado las conexiones entre las artesanas rifeñas y las canarias. La supuesta procedencia bereber de los guanches, a partir de estudios comparativos lingüísticos, se complementa con ciertas similitudes en las tradiciones alfareras de ambos pueblos, concretamente:
1. Técnica estructural de las piezas.
2. Tratamiento de las superficies.
3. Técnicas de cocción: en hornos de cúpula de una cámara o en hoyos rodeados de piedras y a campo abierto.
4. Técnica combinada de espatulado y urdido.
5. Uso de basas de piedra para el moldeado.
6. Uso de un canto rodado para bruñir superficies tras el engobe.
7. Morfología de pucheros barrigudos con dos asas, y de las bases planas de la mayoría de los recipientes.
8. Empleo de anafes de carbón como estufas.

## Coordenadas sociológicas
Las propias características de este sector artesano hacen muy difíciles sus posibilidades de continuidad. Son un grupo poco numeroso, alfareras ocasionales, no profesionalizadas ni organizadas; los intentos de creación de talleres han fracasado porque tradicionalmente la alfarera rifeña trabaja sola, en su casa y cuando le dejan sus muchas otras ocupaciones. Los etnógrafos han observado que, por ejemplo, sus desplazamientos a los zocos semanales no respondían a ningún tipo de planteamiento comercial sino a la pura necesidad: vender el excedente para compensar las pérdidas ocasionadas por la sequía.